# 春山志郎
春山 志郎（はるやま しろう、1928年10月29日 - 2016年8月2日） は、日本の化学工学者。東京工業大学名誉教授。東京工業高等専門学校校長、国立工業高等専門学校協会会長、電気化学協会会長などを歴任した。

## 人物・経歴
1953年東京工業大学理工学部化学科卒業。1956年東京工業大学資源化学研究所助手。1962年東京工業大学工学博士。1966年東京工業大学理工学部助教授。1972年東京工業大学工学部教授。1989年東京工業大学名誉教授、東京工業高等専門学校校長。1991年電気化学協会会長。1993年国立工業高等専門学校協会会長、豊橋技術科学大学参与。1994年腐食防食協会会長。2001年勲三等旭日中綬章受章。2016年正四位。

## 著書
- 『表面技術者のための電気化学』丸善 2001年